# アルフレート・フォン・シュリーフェン
アルフレート・フォン・シュリーフェン伯爵（Alfred Graf von Schlieffen, 1833年2月28日 - 1913年1月4日）は、プロイセン王国・ドイツ帝国の陸軍軍人。陸軍元帥。
軍事戦略家であり、第二次世界大戦に至るまで使われ続けた、対仏侵攻作戦「シュリーフェン・プラン」の考案者。

## 来歴

### プロイセン軍入隊
1833年2月にベルリンで、プロイセン軍少将マグヌス・フォン・シュリーフェンの息子として生まれ、1842年に父の領地シレジアに移り幼少期を過ごした。シュリーフェンは軍人に関心がなかったため士官学校には進まず、ベルリンの大学に進学した。大学では法学を専攻し、1853年に徴兵のためプロイセン陸軍に入隊し、1年間の兵役を務めた。兵役終了後、シュリーフェンは士官候補生に選ばれ、正規軍人としてプロイセン軍に所属することになった。1868年に従兄妹のアンナ・フォン・シュリーフェンと結婚し、二女（長女エリーザベト・アウグスト・マリー・エルネスティーネ、次女マリー）をもうけるが、アンナはマリーを生んだ際に死去した。アンナの死後、シュリーフェンは家庭を顧みずに軍務に専念するようになった。

### 参謀総長

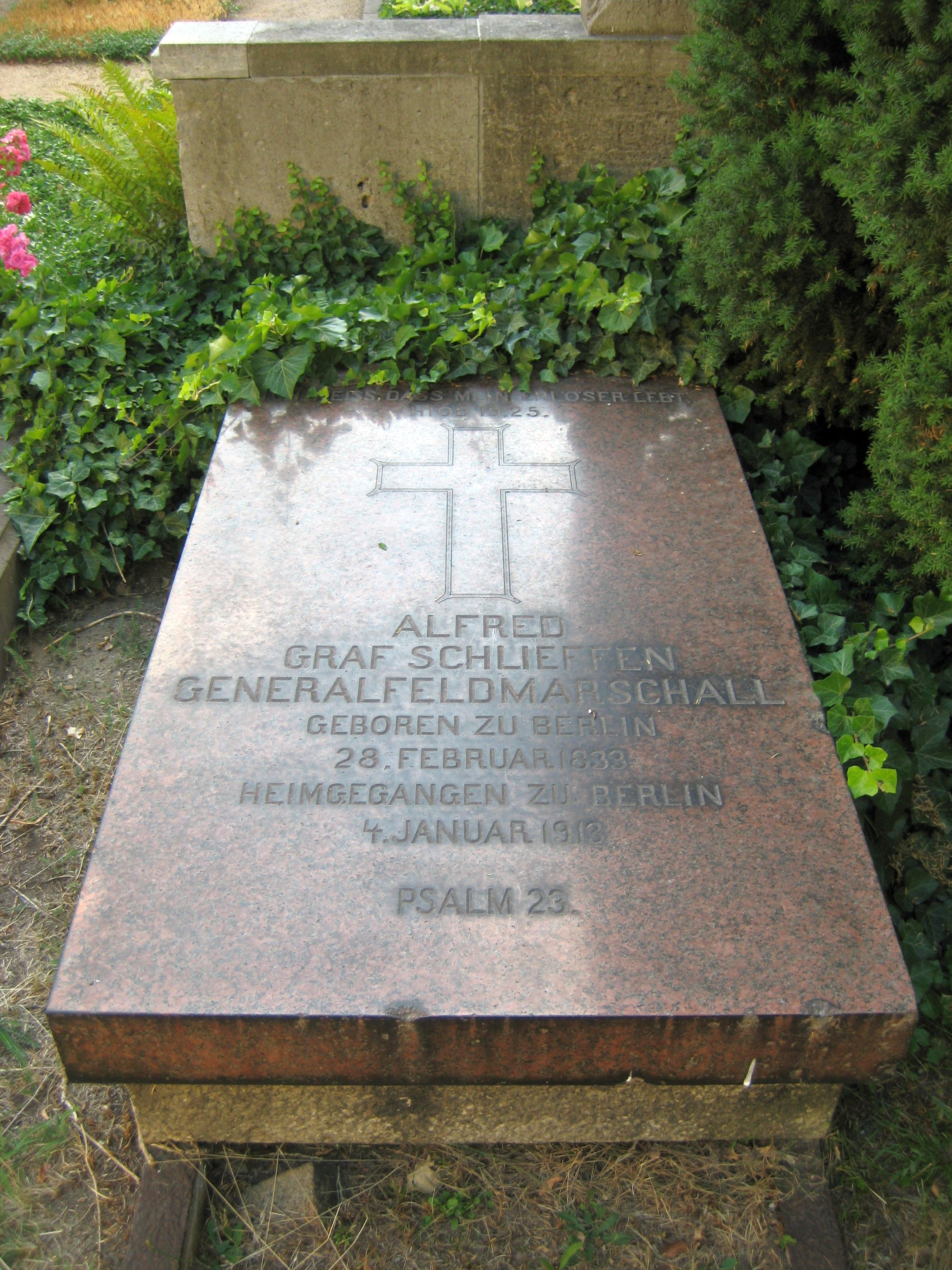
ベルリン軍人墓地にあるシュリーフェンの墓

1858年に上官の推薦を得て陸軍大学に入学。1861年にシュリーフェンは優秀な成績を修め陸軍大学を卒業し、翌1862年にプロイセン参謀本部地形課に配属される。地形課での勤務を通して、地形や天候の戦略的・戦術的価値を認識し、後年のシュリーフェン・プラン作成に影響を与えた。
1866年の普墺戦争には大尉として従軍し、ケーニヒグレーツの戦いに参戦し、大尉に昇進する。その後2年間パリに駐在し、1868年に帰国してハノーバー第10軍団参謀となる。1870年普仏戦争に少佐として従軍した。戦後はバーデン大公フリードリヒ1世の幕僚として戦史部門の主任を務めた後、近衛ウーラン連隊長や参謀本部付を務める。1884年に参謀本部局長に就任、1886年12月4日に少将に昇進し、1888年に参謀次長に任命される。
1891年にアルフレート・フォン・ヴァルダーゼーの後任として参謀総長に就任し、1903年に上級大将に昇進。1905年に仮想敵国ロシア帝国とフランスに対する作戦計画「シュリーフェン・プラン」を考案した。同年8月に幕僚の馬に蹴られて負傷するが、その際に「これでは戦場に出れない!」と叫んだという。これ以降、軍務に支障をきたすようになり、翌1906年に退役する。その後任としてコルマール・フォン・デア・ゴルツが候補に挙がったが、ヴィルヘルム2世に嫌われていたため任命されず、皇帝のお気に入りだった小モルトケが後任に選ばれた。

### 退役後
退役後は軍事雑誌に古今の戦史に関する論文を寄稿するなどして後進の啓発に努めた。彼はまた日露戦争についても研究し、正面攻撃によって勝利しても成果は僅少で、撃退された側も間もなく戦力を回復して抵抗を反復するため、結局は持久戦に陥ってしまうとの見解を示した。1911年に元帥に列せられたが、純粋に名誉的な措置であった。第一次世界大戦勃発の前年、1913年1月4日にベルリンで死去し、軍人墓地に葬られた。墓所には皇帝ヴィルヘルム2世により献花が行われた。
シュリーフェンの最期の言葉として、シュリーフェン・プランと関連した「我に強い右翼を!（Macht mir den rechten Flügel stark!）」という言葉が広く知られている。シュリーフェンがフランス攻撃計画でベルギーを通過するドイツ軍右翼を最重視して常々この言葉を述べていたのは事実であるが、主治医であるロフス軍医の回顧録によれば、死の床にあるシュリーフェンは軍事や歴史、政治、家族のことなどを支離滅裂に口にする状態であり、実際に「最期の言葉」といえるのは、自分の病状を冷静に分析した「小さな原因が大きな結果を招く（Kleine Ursachen, große Wirkungen）」というものだったという。この逸話はシュリーフェンの死後数十年の間に流布したという。

## 対仏露戦略

### シュリーフェン・プラン

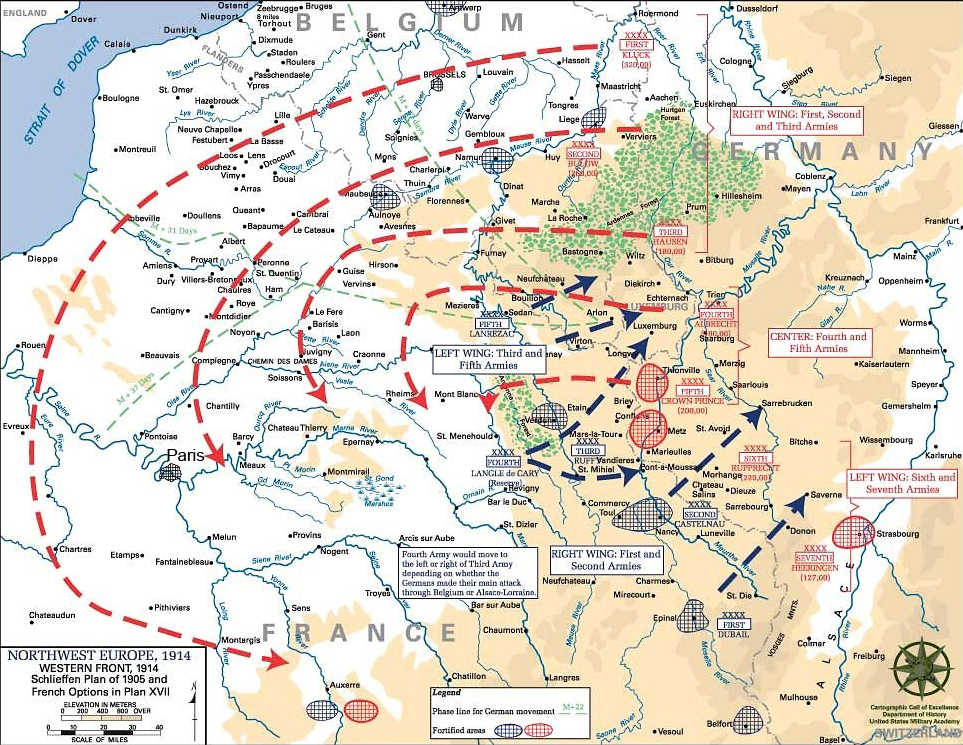
シュリーフェン・プラン

シュリーフェン・プランは大モルトケやヴァルダーゼーの基本計画を具体化したものであった。露仏両国との二正面戦争を避けるため、開戦後全力を挙げて短期間でのフランス攻略を目指し、次いで鉄道輸送を駆使して部隊を東に輸送して残る敵ロシアを攻撃するという計画であった。この計画は1905年に完成したが不備な点が多くシュリーフェンは改訂を重ねるが、同年に馬に蹴られて負傷して以降体力が衰えてしまい、翌年参謀総長を辞職し退役する。
シュリーフェン・プラン実現のため、シュリーフェン以後のドイツ軍は移動可能な重砲の配備や輸送部隊を中心とする兵站の充実に力を入れたが、後任者の小モルトケは第一次世界大戦で、みずからによる修正版シュリーフェン・プランを実行するが、ドイツ軍の進撃はマルヌ会戦で頓挫し、以後はシュリーフェンの想定しなかった塹壕戦・総力戦に移行することになる。シュリーフェンは軍司令官というよりも作戦理論家の性格が強かった。

### 国民皆兵と戦力増強

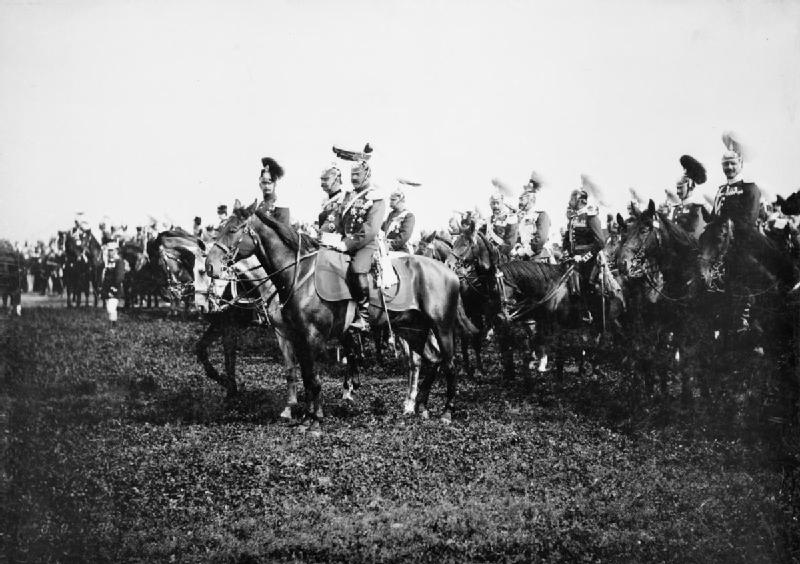
ヴィルヘルム2世臨席の軍事演習（右から5人目がシュリーフェン）

シュリーフェンはドイツとフランスの徴兵率（独：55%、仏：80%）の格差について、戦術と運用能力では戦力差を埋められないと懸念を抱いていた。この懸念は露仏同盟の成立により深刻化した。シュリーフェンは予備役を含めて部隊を増強するため、国民皆兵の徹底を企図した。
しかし、徴兵を管轄するプロイセン戦争省は平時に予算のかかる徴兵率の増加に反対する帝国議会に配慮せざるを得なかった。その中で、シュリーフェンは自身の在任中に戦争が起きた場合に備えて新部隊の編成を訴え、予備役兵を交換大隊として運用することにした。1891年6月以降、シュリーフェンは旅団規模の交換大隊の増強を訴え始める。しかし、戦争省はコストのかかる交換大隊の増強を受け入れず、エーリヒ・ルーデンドルフが台頭する1911年まで主だった戦力増強は行われなかった。彼はシュリーフェン・プランの中でも国民皆兵・戦力増強を前提とした96師団による作戦を立案していたが、前提通りの国民皆兵・戦力増強はされなかった。また、シュリーフェン自身も、仮に想定通りの師団があったとしても、フランスを包囲することは不可能だと感じていた。
1893年12月11日に完成された計画書では、ロシア軍を殲滅するためには東プロイセンに戦力を総動員するべきと主張している。シュリーフェンは東プロイセンの武装民兵を前面に配置し、その背後にドイツ軍を動員してロシア軍を迎え撃つことを想定していた。